# Yanik Spachmüller
Yanik Spachmüller (* 17. Juni 1997 in Schwabach) ist ein deutscher Endurosportler. Er begann seine Karriere 2006 und erzielte zahlreiche nationale und internationale Erfolge, darunter mehrere Meistertitel und Goldmedaillen bei den International Six Days Enduro (ISDE).

## Karriere
Spachmüller startete seine Laufbahn im Jahr 2006 bei der German Cross Country Championship (GCC) in der Kinderklasse. Parallel dazu nahm er ab 2008 im Alter von 11 Jahren an Rennen der Interessengemeinschaft Endurosport (IGE) teil. Bereits 2011 konnte er in seinem letzten Jahr in den Kinder- und Jungenklassen beide Serien der IGE und die German Cross Country Championship gewinnen. Mit dem Erhalt seines Führerscheins im Jahr 2013 wechselte er vollständig zum klassischen Endurosport und nahm an der Deutschen Enduro Meisterschaft (DEM) teil.
In seinem ersten Jahr in der DEM konnte Spachmüller sofort den Vizemeistertitel im Deutschen Enduro Jugend Cup gewinnen, wobei er für das Team KTM Musch beim AMC Roth auf einer KTM EXC 125 startete. 2014 folgte dann der Titel des Deutschen Enduro Jugend Cup-Siegers. Im selben Jahr wurde er in das DMSB Enduro Junior Team berufen, das von dem erfolgreichen Endurosportler Marcus Kehr trainiert wurde.
Spachmüller setzte seine Erfolgsgeschichte in den folgenden Jahren fort. 2015 gewann er den Deutschen Enduro Junioren Pokal und wurde ins deutsche Junior Trophy Team berufen. Er nahm an der International Six Days Enduro (ISDE) teil und erzielte beachtliche Platzierungen in der Enduro-Weltmeisterschaft sowie der Enduro-Europameisterschaft.
Ein bedeutender Meilenstein in seiner Karriere war der Gewinn der Deutschen Enduro Meisterschaft in der Klasse E1 im Jahr 2021. In dieser Saison entschied er acht von neun Rennen für sich und belegte einmal den zweiten Platz, was auf einen technischen Defekt zurückzuführen war. Im selben Jahr wurde er auch tschechischer Enduro-Meister in der Klasse E1.
Neben seinen nationalen Erfolgen hat Spachmüller auch auf internationaler Bühne gepunktet. Er nahm mehrfach an der FIM Enduro-Weltmeisterschaft teil und vertrat Deutschland bei den ISDE, wo er mehrere Goldmedaillen gewann. Besonders hervorzuheben sind seine Leistungen bei den ISDE 2017 in Frankreich, 2018 in Chile und 2019 in Portugal, wo er jeweils eine Goldmedaille erringen konnte.
Yanik Spachmüller fährt seit Beginn seiner Karriere auf Motorrädern der Marke KTM. Im Laufe der Jahre wechselte er von der KTM SX 50 über die KTM SX 65 und SX 85 zur KTM EXC 125 und später zur KTM EXC 250-F Six Days. Seine Ausrüstung und seine Leistungen werden von verschiedenen Sponsoren unterstützt, darunter Maxxis Reifen, Kadelack GasGas, Oli’s Fitness Paradies und der ADAC Nordbayern.

## Fahrstil und Rennerfahrungen
Yanik Spachmüller ist bekannt für seinen aggressiven und gleichzeitig präzisen Fahrstil. Er zeichnet sich durch seine Fähigkeit aus, sich schnell an unterschiedliche Streckenbedingungen anzupassen. In Interviews betont er oft, wie wichtig es ist, ruhig zu bleiben und sich auf die eigenen Fähigkeiten zu verlassen, selbst wenn technische Probleme oder unerwartete Hindernisse auftreten.
Ein markantes Beispiel für seine Anpassungsfähigkeit zeigte sich bei den Rennen in Tschechien, wo er die anspruchsvollen, enduro-lastigen Prüfungen meisterte, die wurzelige Waldpassagen und steile Auf- und Abfahrten beinhalteten. Seine Fähigkeit, sich auf verschiedene Streckenbedingungen einzustellen, wurde auch bei der German Cross Country Championship (GCC) deutlich, wo er sich trotz anfänglicher Schwierigkeiten durchsetzte und den ersten Platz belegte.